# Jonang
La Jonang è una delle scuole del Buddismo tibetano, le cui origini in Tibet possono esser fatte risalire agli inizi del XII secolo con il maestro Yumo Mikyo Dorje, ma che è assurta a molto più vasta notorietà per opera di Dolpopa Sherab Gyaltsen, monaco formatosi in origine nella scuola Sakya. Si è largamente ritenuto che la scuola Jonang si fosse estinta alla fine del XVII secolo per mano del Quinto Dalai Lama, che ne annesse con la forza i gompa (monasteri di stile tibetano) alla sua scuola Gelug.

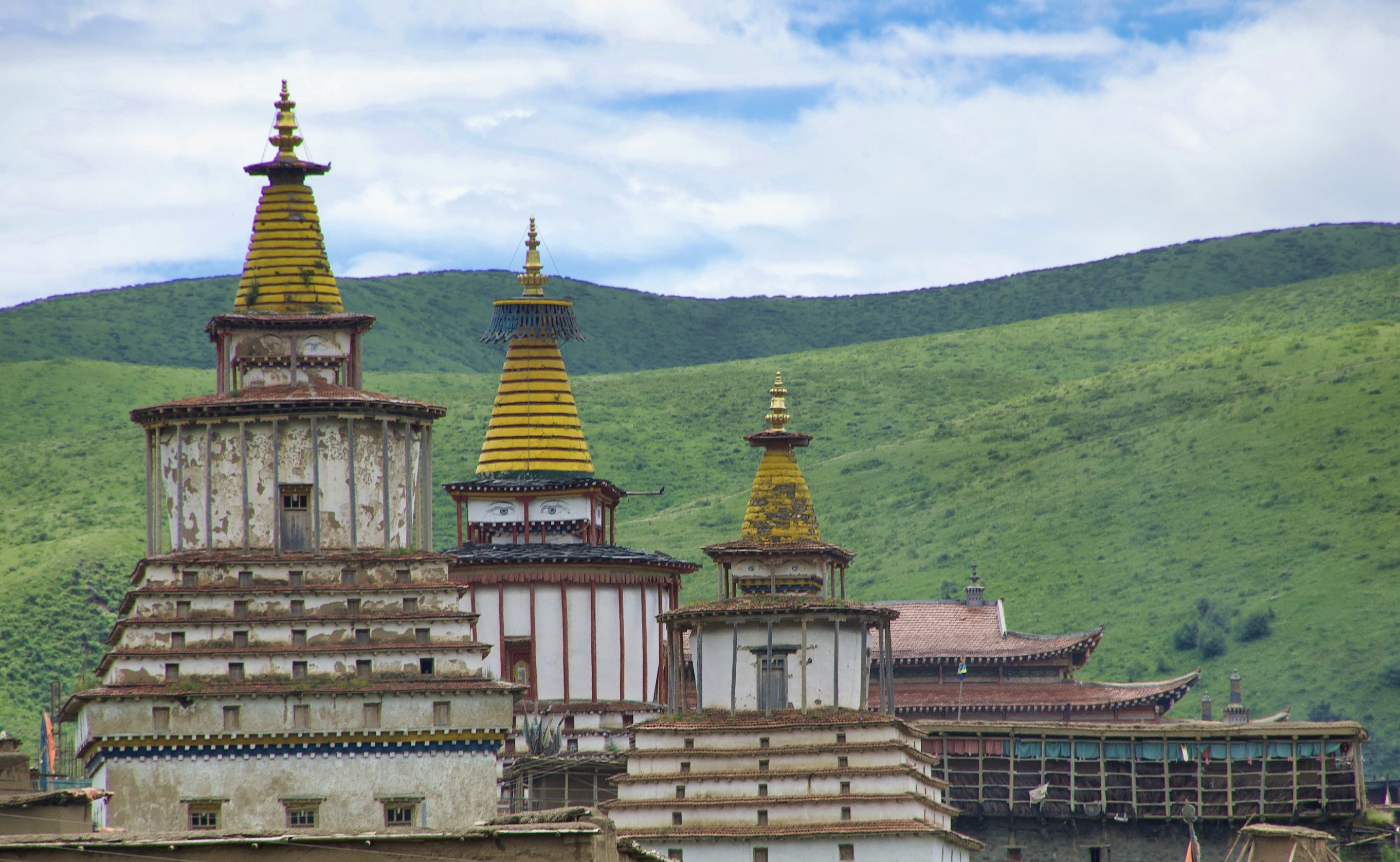
Il Monastero Dzamthang Tsangwa in Sichuan

I Jonang rifondarono il loro centro politico-religioso nelle aree golok, nakhi e mongole di Kham e Amdo con centro al dzong di Dzamtang Tsangwa, continuando ininterrottamente la loro pratica fino ai giorni nostri, con un numero stimato di 5000 tra monaci e suore operanti in tali zone e ai margini della storica influenza Gelug. I loro insegnamenti sono rimasti tuttavia ristretti a tali regioni finché il Rimé del XIX secolo non ha cominciato a incoraggiare lo studio delle scuole di pensiero e pratica non-Gelug

## Storia
Il monaco Künpang Tukjé Tsöndrü (kun spangs thugs rje brtson 'grus, 1243-1313) fondò un kumbum, ovvero un monastero in forma di grande stupa, nella Valle Jomonang, circa 160 km a nord ovest del monastero di Tashilhunpo (nell'odierna Shigatse), sede del Panchen Lama. La tradizione Jonang trae dunque il proprio nome da questo monastero, poi notevolmente ampliato da Dolpopa Sherab Gyaltsen(1292–1361).
(Giuseppe Tucci, Il paese delle donne dai molti mariti)
La tradizione Jonang combina due insegnamenti specifici: quella che nel tempo è divenuta nota come filosofia shengton della Śūnyatā (vacuità), e il lignaggio Dro della Kālacakratantra. L'origine di questa combinazione in Tibet si fa risalire al maestro Yumo Mikyo Dorje, un allievo dei secoli XI/XII del maestro kashmiri Somanatha.
Tuttavia, dopo diversi secoli di indipendenza, alla fine del XVII secolo l'ordine Jonang e i suoi insegnamenti si trovarono a subire l'attacco del Quinto Dalai Lama, che convertì la maggioranza dei loro monasteri in Tibet all'ordine Gelug, anche se diversi di essi sopravvissero in segreto. L'ordine rimase comunque in funzione in parti di Kham e Amdo aventi come centro il monastero Dzamthang.
La scuola Jonang ha prodotto diversi rinomati studiosi buddisti, come Dolpopa Sherab Gyaltsen,, dei quali il più famoso è stato Taranatha (1575–1634), che annetteva grande importanza alla Kalachakratantra.
Dopo la conversione forzata di monasteri e fedeli Jonang nelle zone controllate dai Gelug, gli insegnamenti Jonang sono stati assorbiti in quelli di questi ultimi. L'influsso di Taranatha sul pensiero Gelug continua ai giorni nostri nell'insegnamento dell'attuale XIV Dalai Lama, che promuove attivamente l'iniziazione alla Kalachakra.

## Opere complete di Dolpopa
Dolpopa's complete works in 13 volumes, Pe Cin edition
Dolpopa's complete works in 8 volumes, 'Dzam Thang edition
Dolpopa's complete works in 1 volumes, Gyantse edition

## Ragioni dottrinali/filosofiche per la soppressione dei Jonangpa
Se da un lato i Gelugpa hanno fatto proprio l'insegnamento Jonang della Kalachakra, essi hanno finito con il contestare i Jonangpa (seguaci della scuola Jonang) su una discrepanza di visione filosofica. Yumo Mikyo Dorje, Dolpopa Sherab Gyeltsen e successivi lama erano rimasti legati agli insegnamenti shentong, secondo cui soltanto la natura di chiara-luce, non-duale della mente è reale, mentre tutto il resto è privo di esistenza intrinseca. La scuola Gelug sosteneva invece il distinto ma correlato concetto  prasaṅgika|rangtong secondo cui tutti i fenomeni sono privi di esistenza intrinseca e nessun oggetto o processo (inclusa la mente con le sue qualità) può essere ritenuto indipendente o intrinsecamente reale (né per altro i fenomeni possono essere ritenuti "irreali").
Per i Jonangpa, il vuoto della realtà ultima non dev'essere caratterizzato nello stesso modo del vuoto dei fenomeni apparenti poiché esso è "un continuo di chiara luce mentale", dotato di illimitate qualità del Buddha. Esso è vuoto di tutto ciò che è falso, non delle illimitate qualità del Buddha, che ne sono al contrario la natura innata.

## Ragioni politiche per la soppressione dei Jonangpa
Gli storici moderni hanno identificato due ulteriori ragioni che avrebbero più probabilmente indotto i Gelugpa a eliminare i Jonangpa. Anzitutto questi ultimi avevano legami politici che ai primi davano fastidio. La loro scuola e quella Kagyu erano alleate storiche della potente Dinastia Tsangpa, che contendeva al Dalai Lama e alla scuola Gelug il controllo del Tibet Centrale. Questo sarebbe stato sufficiente di per sé, ma poco dopo la morte di Taranatha era sopravvenuto un fatto ancora più pericoloso. Il successore Trülku di Taranatha era stato indicato in un bambino di nome Zanabazar, figlio di Tüsheet Khan, Principe del Khalkha centrale. Padre e figlio appartenevano alla discendenza del clan imperiale di Gengis Khan, e questo significava che avevano per nascita il diritto di diventare Khaghan. Quando il bambino fu dichiarato capo spirituale di tutta la Mongolia, i Gelugpa si trovarono improvvisamente ad affrontare l'eventualità di una guerra con quello che era stata la superpotenza militare dell'Asia. Certo, l'Impero Mongolo era ormai lontano dal suo zenit, ma la prospettiva era comunque tale da far paura, per cui il Dalai Lama del tempo approfittò del primo attimo di distrazione dei mongoli per assumere il controllo dei monasteri dei Jonangpa. Il XIV Dalai Lama ha confermato questa opinione in The Fourteen Dalai Lamas di Glenn Mullin:
Una volta ho chiesto lumi sulla questione all'attuale Dalai Lama, il quale ha risposto: "Quei monasteri sono stati chiusi per ragioni politiche, non religiose, e con la loro chiusura il settarismo non c'entra niente. Avevano sostenuto il re Tsangpa nella rivolta, macchiandosi pertanto di tradimento. Secondo il Grande Quinto dovevano essere chiusi per garantire la futura stabilità della nazione (tibetana) e dissuadere altri monasteri dall'impegnarsi in attività guerresca. […] In realtà il Grande Quinto ha introdotto leggi intese a mettere fuori legge le scaramucce settarie e altre intese a garantire la libertà di religione. Libertà estesa non soltanto alle scuole buddiste ma anche a quelle non-buddiste. Lui stesso, per esempio, aveva nel proprio entourage un lama Bönpo in veste di portavoce degli interessi del movimento Bön. E seguiva personalmente tante di quelle pratiche non-Gelugpa che i Gelugpa stessi lo accusavano di sviarsi dalle sue radici".»
Gli scritti di Dolpopa Sherab Gyaltsen e anche quelli di alcuni sostenitori Sakya dello shentong furono sigillati e ne furono vietati pubblicazione e studio, e quei monaci Jonangpa furono convertiti a forza al lignaggio Gelug.

## Riscoperta
Fino a poco tempo fa i Jonangpa erano ritenuti una setta eretica estinta. Di conseguenza la Tibetologia si è non poco stupita quando il lavoro sul campo ha rivelato diversi monasteri Jonangpa tuttora attivi, compreso il principale, Tsangwa, nella contea di Zamtang, Sichuan. In seguito sono poi stati scoperti quasi 40 monasteri con una popolazione di circa 5000 monaci, tra i quali alcuni nell'Amdo e nelle zone Gyalgrong di Qinghai, Sichuan e Tibet vero e proprio.
La tradizione Jonang ha presentato richiesta all'Amministrazione centrale tibetana (Governo tibetano in esilio) di essere riconosciuta come la quinta tradizione buddista esistente del Buddismo tibetano. La XI conferenza buddista tenutasi a Dharamsala il 27 settembre 2011 ha confermato che essa ne è una scuola importante. Tuttavia in settembre 2015, 27 membri su 44 del Parlamento Tibetano in Esilio (Dharamsala) hanno respinto la richiesta dei Jonangpa che la loro setta vi sia rappresentata, suscitando proteste e scioperi della fame.